# Chacina do Jacarezinho
A chacina do Jacarezinho, também conhecida como massacre do Jacarezinho, ocorreu em 6 de maio de 2021 na favela homônima, no Rio de Janeiro, durante uma operação da Polícia Civil que resultou em pelo menos 29 pessoas mortas a tiros ou com objetos de corte. Foi a operação policial mais letal ocorrida na cidade do Rio de Janeiro, e uma das maiores desse estado, sendo comparável à chacina da Baixada de 2005.
A Polícia Civil negou ter havido irregularidades na operação e defendeu que os policiais agiram em legítima defesa. Em entrevista coletiva, o delegado Rodrigo Oliveira disse que a repercussão do caso como uma chacina seria resultado de ativismo judicial. Por outro lado, organizações como Anistia Internacional, Fórum Brasileiro de Segurança Pública, Human Rights Watch Brasil e também integrantes da Defensoria Pública do Estado do Rio de Janeiro fizeram severas críticas à operação policial.

## Antecedentes

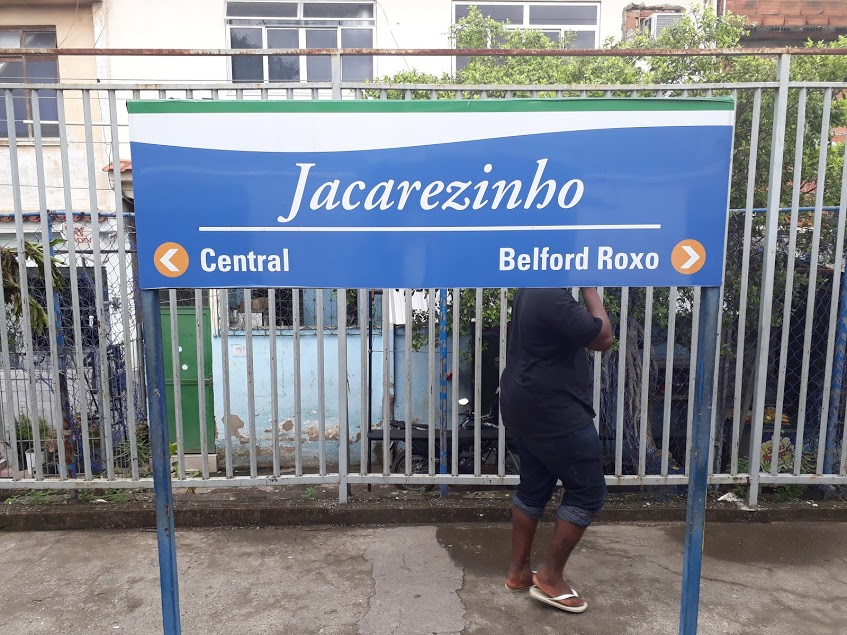
Placa da estação ferroviária do Jacarezinho

O estado do Rio de Janeiro possui um histórico com uma série de chacinas similares, com execuções realizadas em operações policiais apresentando uma tendência de uso desproporcional da força em favelas e gerando muitos questionamentos, principalmente por representantes dos direitos humanos. Inúmeras operações, essencialmente de repressão ao tráfico de drogas, deixam dezenas de mortos todos os anos. Outros fatores que incidem na violência urbana no Jacarezinho são o desenho geográfico sem planejamento estatal, a evolução da polícia civil e os confrontos entre milicianos e traficantes.
Em 1993 a chacina na favela de Vigário Geral, na Zona Norte do Rio, vitimou 21 moradores da comunidade. Em 2005 a chacina da baixada fluminense deixou 29 mortos, sendo 17 pessoas em Nova Iguaçu e 12 em Queimados. Em 2007 uma operação policial no Complexo do Alemão resultou na morte de 19 pessoas, sendo que pelo menos onze dos mortos não tinham relação alguma com o tráfico.
A representação dos Direitos Humanos da Organização das Nações Unidas (ONU) alertou que "a força letal deve ser usada como último recurso e apenas em casos em que há ameaça iminente à vida ou de um sério perigo". Já a Comissão de Direitos Humanos da Assembleia Legislativa do Rio de Janeiro (Alerj) fez críticas as operações policiais em comunidades pobres do estado, afirmando que "não existe pena de morte no Brasil" e que "a polícia não pode combater o crime cometendo crimes contra humanidade".
Durante a pandemia de COVID-19 no Brasil o Supremo Tribunal Federal (STF) suspendeu as operações policiais em favelas. De acordo com a decisão, publicada em 5 de junho de 2020, as operações estavam permitidas apenas em "hipóteses absolutamente excepcionais".

## Contexto
Desencadeada pela operação policial "Exceptis", a chacina ocorreu durante conflito contra o tráfico de drogas na favela do Jacarezinho, na Zona Norte da cidade do Rio de Janeiro. Foi considerada uma das operações policiais mais letais do século XXI no estado fluminense, comparável com a Chacina da Baixada de 2005.
De acordo com as informações da Operação Exceptis de maio de 2021, a investigação que estava sendo realizada era sobre o aliciamento de crianças e adolescentes para ações criminosas, como assassinatos, roubos e sequestros de trens pelo crime organizado. A operação foi desencadeada após a quebra dos dados telemáticos, autorizada pela Justiça, em que foram identificados 21 de acordo com a polícia militar, que não divulgou quais seriam as suspeitas que recaíam sobre os moradores mortos.
A ação envolveu uma equipe de 250 policiais, 4 blindados e 2 helicópteros. Foram apreendidos na operação fuzis no valor de 60 mil reais, pistolas, uma munição de canhão e drogas. Seis pessoas foram presas na operação. A ação da polícia ocorreu apesar das restrições decorrentes de recente decisão do STF. O relatório final do inquérito da Delegacia de Proteção à Criança e Adolescente (DPCA), que deu origem à operação da Polícia Civil, não faz referência ao aliciamento de menores pelo tráfico de drogas. Também a denúncia do Ministério Público não cita os aliciamentos de menores pelo tráfico.
Segundo a plataforma digital Fogo Cruzado, que levanta dados de violência armada desde 2016, foi o maior número de mortes em uma favela durante uma operação policial desde o início dos registros em julho de 2016.
Trata-se da mais letal ação policial já realizada na cidade do Rio de Janeiro. Segundo relatos, a ação policial tornou-se mais violenta após a morte de um policial engajado na operação. Este é um padrão frequente na atuação policial no Estado do Rio de Janeiro, o acirramento da ação como vingança depois da morte de um policial.

## Mortos e feridos

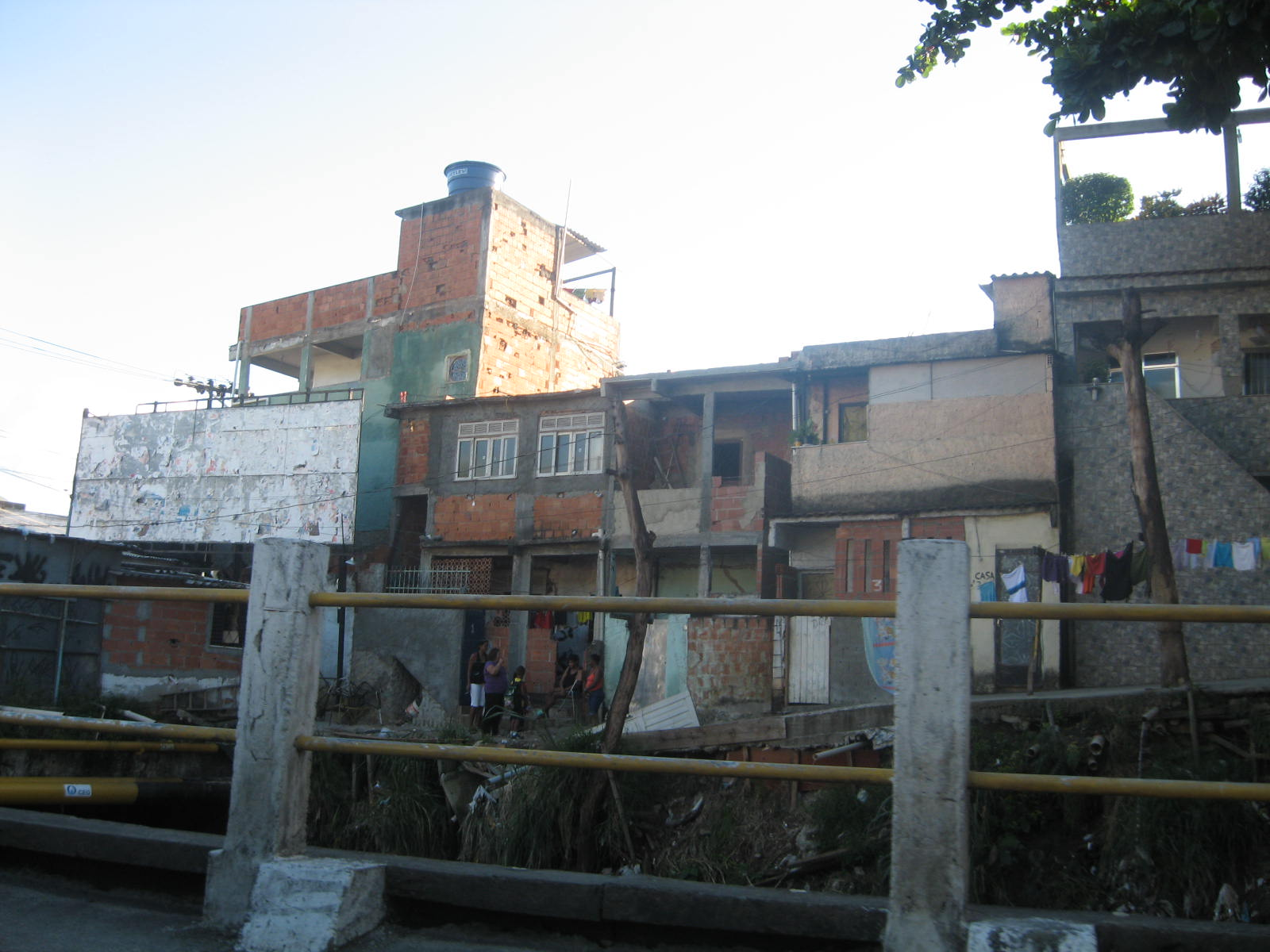
Favela do Jacarezinho, no Rio de Janeiro

Dois passageiros que estavam no metrô, Rafael Silva e Humberto Duarte, foram baleados dentro de um vagão da linha 2, na altura da estação Triagem, e sobreviveram.
O policial civil André Leonardo de Mello Frias, de 45 anos, morreu após ser baleado na cabeça durante a operação. Ele trabalhava na Delegacia de Combate às Drogas (Dcod) e chegou a ser levado para o Hospital Municipal Salgado Filho. Outros dois policiais civis foram atingidos durante o conflito. Durante a incursão, morreram também outras 27 pessoas que estavam no local.
A operação que tinha como objetivo a prisão de 21 investigados, resultou na morte de um policial civil, 3 pessoas investigadas mortas, outros 3 pessoas investigadas detidas, outras 13 pessoas que não tinham ficha criminal e sequer eram investigados pela operação (até o momento sendo considerados apenas moradores da comunidade), além de outras 11 pessoas que ainda não foram identificadas. Sendo assim, dos alvos da operação, apenas seis dos 21 foram detidos ou mortos. Mesmo as pessoas que não estavam sendo investigadas pela operação foram classificadas não somente como suspeitas, mas "criminosas, homicidas e traficantes" pelo delegado Felipe Curi, que não apresentou evidências dessa afirmação, alegando estar sendo vítima de "ativismo judicial".
Além do policial que entrou em óbito, foram identificados os nomes de outros 27 mortos:
| - André Leonardo de Mello Frias, 45 anos – policial morto por disparo de arma de fogo, era tutor da mãe após esta ter sofrido um acidente vascular cerebral - Bruno Brasil - Caio da Silva Figueiredo - Carlos Ivan Avelino da Costa Júnior, 32 anos - Cleiton da Silva Freitas Lima, 27 anos, ligou para a esposa quando estava baleado na perna, depois foi executado com mais três disparos de arma de fogo. Não era investigado pela operação e não possuía ficha criminal. - Diogo Barbosa Gomes - Evandro da Silva Santos - Homem não identificado – estava desarmado e ferido quando foi executado pela polícia na frente de uma menina de 9 anos - Francisco Fabio Dias Araújo Chaves, 25 anos - Guilherme de Aquino Simões - Isaac Pinheiro de Oliveira, 22 anos – enviou um vídeo para o primo quando havia sido atingido nas costas por dois disparos de arma de fogo. Desarmado e após ter se rendido, foi executado após um cerco policial sua casa - John Jefferson Mendes Rufino da Silva ("Pee" da Vasco), 30 anos - Jonas do Carmo Santos, 31 anos – ajudante de pedreiro atingido por disparos de arma de fogo ao sair para trabalhar numa loja de material de construção e depois comprar pão. Atingido primeiramente na perna, já desabilitado, foi executado com um segundo disparo. A viúva dele afirma que o local da execução foi adulterado. A polícia nega. | - Jonathan Araújo da Silva, 18 anos – entregador de mercado e aspirante à carreira militar, Jonathan foi assassinado a tiros no caminho da visita que faria à namorada - Luiz Augusto Oliveira de Farias - Marcio da Silva Bezerra, 43 anos – alvejado por disparos de arma de fogo após iniciar mais um dia de trabalho como feirante - Marlon Santana de Araújo, 32 anos – mototaxista atingido por disparos de arma de fogo, antes de ser morto ligou para a mãe dizendo que ia se entregar e pedindo orações - Matheus Gomes dos Santos – executado enquanto estava sentado numa cadeira - Mauricio Ferreira da Silva, 27 anos - Natan Oliveira de Almeida - Omar Pereira da Silva - Pablo Araújo de Mello - Pedro Donato de Sant'Ana, 25 anos – pai de duas crianças, foi executado enquanto estava na casa da namorada - Ray Barreiros de Araújo, 19 anos - Richard Gabriel da Silva Ferreira (Kako), 23 anos - Rodrigo Paula de Barros - Romulo Oliveira Lucio (Romulozinho), 20 anos – esfaqueado em sua própria casa - Toni da Conceição, 30 anos - Wagner Luiz de Magalhães Fagundes, 38 anos |

A investigação aponta que eles eram “soldados” do tráfico, atuando como braço armado da organização criminosa no Jacarezinho.
A Polícia Civil diz que, dos 27 civis mortos, 25 têm antecedentes criminais e que há provas de que os outros 2 também eram ligados ao tráfico. A corporação não deu detalhes das fichas criminais.

## Repercussão
A Defensoria Pública do Estado do Rio de Janeiro, o Ministério Público do Brasil e a Comissão de Direitos Humanos da Ordem dos Advogados do Brasil (OAB), entre outras entidades, foram acionadas para acompanhar a apuração do caso. A coordenadora e a presidente da Comissão de Direitos Humanos da Assembleia Legislativa do Rio de Janeiro (Alerj) classificaram as mortes resultantes da operação policial como uma chacina. Críticos ao governador do estado, Cláudio Castro, responsabilizaram o governo e condenaram a operação, classificando como uma ação despreparada, que colocou a vida de inocentes em risco. A operação foi considerada por alguns parlamentares como uma "operação fracassada". Oposicionistas chegaram a pedir a prisão do governador.
Em entrevista coletiva, a Polícia Civil afirmou que a Operação Exceptis foi completamente legal. O subsecretário Operacional da Polícia Civil, Rodrigo Oliveira, afirmou que está sendo vítima de ativismo judicial, pois disse que os protocolos estabelecidos pelo STF foram cumpridos . A afirmação de Oliveira não é sustentada pela decisão do STF, de modo que a operação foi avaliada como uma afronta ao judiciário.
A Assembleia Legislativa de Mato Grosso aprovou uma moção de aplausos para os policiais civis do Rio de Janeiro como forma de homenagear a corporação pela operação na favela.
As mortes foram destaques nos mais diversos noticiários do país. A imprensa internacional também deu destaque em diferentes veículos de comunicação. Nos Estados Unidos, New York Times e Washington Post deram a notícia em suas primeiras páginas. Na Europa foi manchete em vários veículos como no The Guardian, BBC, The Sunday Times, The Independent e no El País. Foi notícia relevante também na América do Sul, como no argentino La Nación.

### Organização das Nações Unidas
O escritório de Direitos Humanos da Organização das Nações Unidas (ONU), por meio do porta-voz Rubert Colville, pediu uma investigação independente de acordo com os padrões internacionais sobre a operação policial no Rio de Janeiro e ainda citou um "histórico de uso desproporcional e desnecessário da força pela polícia".

### Organizações não governamentais
Outras entidades, instituições e organizações também repudiaram a ação da polícia na favela, entre elas a Anistia Internacional, o Fórum Brasileiro de Segurança Pública, a ONG Human Rights Watch, o Instituto Igarapé, e a Comissão Arns.
Integrantes da Defensoria Pública foram ao local, ouviram moradores e viram as consequências da ação. Maria Julia Miranda, defensora pública do Núcleo de Defesa dos Direitos Humanos, declarou que:
| “ | Ficamos chocados com muito sangue no chão, a quantidade de bala nos lugares. Uma menina de oito anos viu a execução. A cama de uma criança cheia de sangue. Ela estava completamente traumatizada. | ” |

| “ | E é provável que tenha acontecido execução. Se essas 24 pessoas chegaram mortas no hospital, isso caracteriza, sim, desfazimento de cena de crime. O saldo do dia é muito impactante. Qual o critério da Polícia Civil para dizer que a operação foi eficiente? A gente tem que ter critérios de avalição, uma operação que teve 25 mortos não pode ter sido eficiente. | ” |

Renato Sérgio de Lima, diretor-presidente do Fórum Brasileiro de Segurança Pública (FBPS), criticou o planejamento da ação:
| “ | Em termos de planejamento de atividade de polícia, as informações disponíveis até aqui são que a ação não foi bem sucedida e, na verdade, o resultado dela é uma sequência de erros e de decisões equivocadas | ” |

.
Maria Laura Canineu, diretora da Human Rights Watch, pediu uma investigação independente por parte do Ministério Público:
| “ | Entendemos que o Ministério Público não pode simplesmente lavar as mãos e deixar a polícia civil investigar a própria polícia civil. Agora é um momento chave para o Ministério Público agir, é o momento deste órgão garantir que haja a preservação do local dos fatos, que os corpos não sejam removidos do local sem perícia e que haja o recolhimento de toda a evidência existente. | ” |

O Instituto Igarapé, questionou a eficácia da operação:
| “ | Não se trata de ser conivente com o crime, mas o resultado visto até agora são pessoas mortas, feridas e em pânico, [...]. Esse tipo de operação não desarticula grupos criminais, apenas causa dor e gera desconfiança. O impacto social desse caso ainda é inestimável, mas certamente vai durar anos. | ” |

### Presidência da República
O presidente Jair Bolsonaro parabenizou a operação e lamentou a morte do policial. Também declarou apoio à execução das vítimas, chamando-as de "traficantes que roubam, matam e destroem famílias", sem apresentar provas. Bolsonaro já havia defendido grupos de extermínio paralelos e foi citado por milicianos em telefonemas interceptados. Seu filho Carlos Bolsonaro ironizou a execução de Marlon Santana de Araújo, morto ao ir à padaria, publicando uma montagem com pães sobre as armas apreendidas.

## Desdobramentos
Após a chacina, houve uma ampla repercussão na imprensa, nas redes sociais e na comunidade local. Diversas organizações de direitos humanos, entidades de defesa dos moradores de favelas e movimentos sociais condenaram a ação policial, alegando abuso de poder, violações de direitos humanos e falta de transparência nas investigações. Além disso, apontaram a necessidade de uma reforma urgente nas políticas de segurança pública, buscando alternativas ao modelo de confronto armado nas comunidades.
A Procuradoria-Geral de Justiça do Ministério Público do Estado do Rio de Janeiro (MPRJ) instaurou uma série de investigações para apurar as circunstâncias da operação policial no Jacarezinho. Foram analisadas as ações dos agentes envolvidos, a conduta dos responsáveis pela operação, a legalidade das ordens expedidas e as violações aos direitos humanos. As investigações foram conduzidas com base em depoimentos de testemunhas, análise de documentos e perícias técnicas.
O relatório final produzido pelo MPRJ concluiu que houve uma série de irregularidades e violações aos direitos humanos durante a ação policial. Foram identificadas mortes decorrentes de intervenção policial que não atenderam aos requisitos legais e não foram fundamentadas em legítima defesa. Além disso, o relatório apontou a presença de indícios de execuções sumárias, tortura e maus-tratos.